# Колодій Ярослава Олександрівна

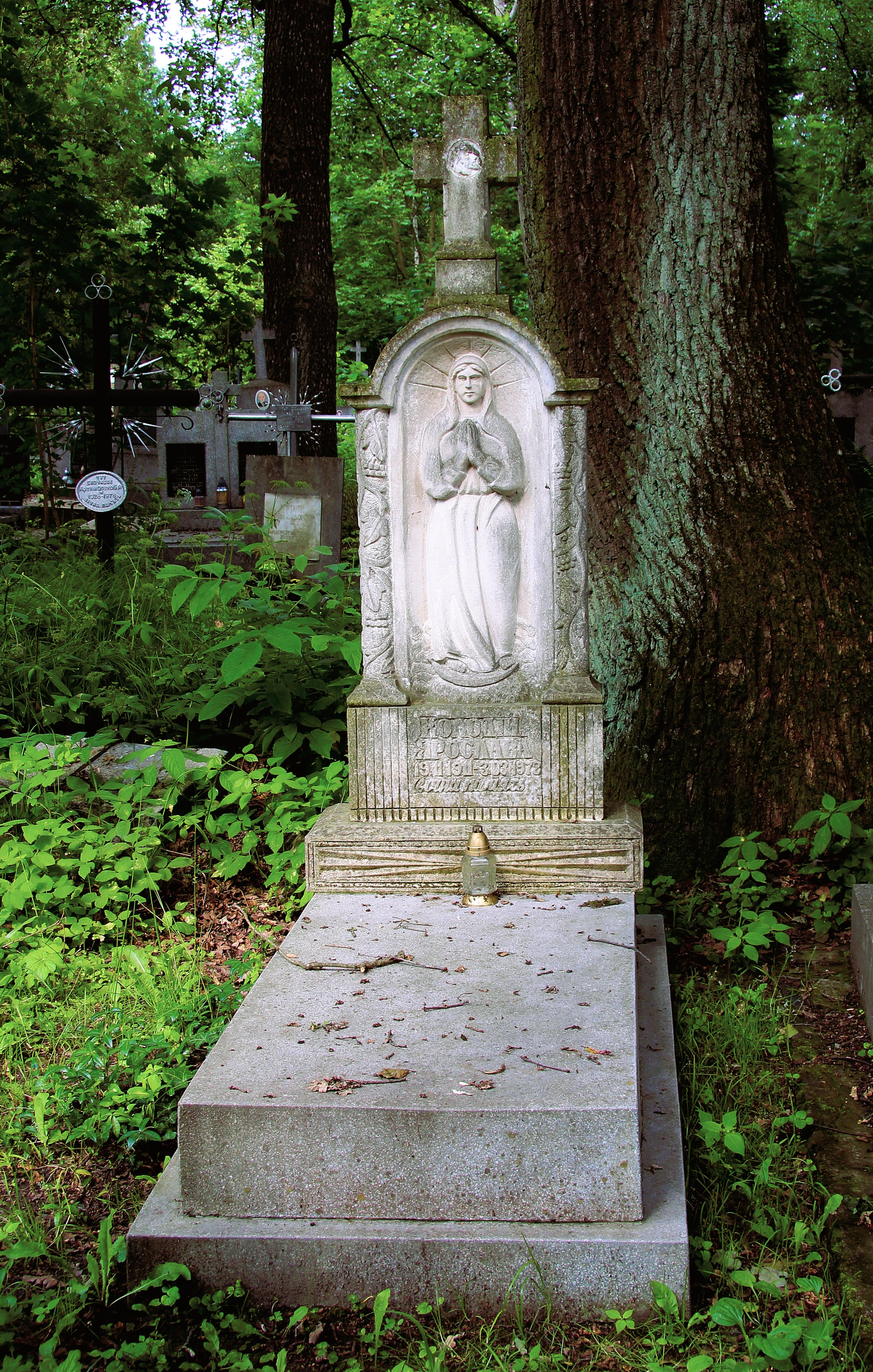
Нагробок на могилі Ярослави Колодій.

Ярослава Олександрівна Колодій (19 листопада 1911, с. Мельниця, нині смт Мельниця-Подільська, Тернопільська область — 3 березня 1978, м. Львів) — український музикознавець, бібліограф, педагог.

## Життєпис
Ярослава Колодій народилася 19 листопада 1911 року в селі Мельниця, нині селище Мельниця-Подільська Мельнице-Подільської громади Чортківського району Тернопільської области України.
1935 року закінчила гуманітарний факультет Львівського університету (клас музикології Адольфа Хибінського), 1939-го — фізико-математичного відділення інституту «Педагогіум» у Варшаві.
У 1945 році почала працювати викладачем, а протягом 1952–1975 років — завідувачка бібліотеки Львівської консерваторії. У фондах установи, Колодій зберігала твори українських авторів (серед них був гімн Михайла Вербицького «Ще не вмерла Україна»). За це вона отримала звинувачення в «буржуазному націоналізмі», а 1975 року була звільнена з посади. 
У 1945—1952 роках була науковим співробітником відділення Інституту фольклору АН УРСР.
Померла 3 березня 1978 року у Львові. Похована на Сихівському цвинтарі.

## Доробок
1974 року спільно із А. Струтинською уклала «Матеріали по нотографії та бібліографії Є. Козака, А. Кос-Анатольського, М. Колесси».
У кінці 1950-х років була розробником класифікації музикознавчої літератури для музичних бібліотек, якою бібліотека Львівської музичної академії й тепер розміщує та систематизує фонди.
Книги:
- «Остап Нижанківський» (1958, заборонена до друку через «політичні помилки»; надрукована 1999 у Львові),
- «Композитор А. Кос-Анатольський» (1972),
- «Композитор Євген Козак» (1974).